# After Blues (album)
After Blues – debiutancki album muzyczny polskiego zespołu After Blues, który tworzyli gitarzyści Leszek Piłat i Waldemar Baranowski.
Nagrań na LP dokonano 17-20 grudnia 1985 roku w Studiu Polskiego Radia w Szczecinie. Producentem był Tadeusz Nalepa (współpracowali: Jerzy Andrzej Byk i Iwona Thierry). Tadeusz Nalepa i Bogdan Loebl byli też autorami trzech utworów nagranych na płycie. Album został wydany w 1986 roku przez PolJazz (PSJ-157). 

## Muzycy
- Leszek Piłat – śpiew, gitara basowa, perkusja
- Waldemar Baranowski – gitara elektryczna, gitara akustyczna, perkusja
- Ludwik Kurek – perkusja

## Lista utworów

### Strona A
1. "Hey Woman"  (Peter Green)
2. "Popatrz mamo"  (W. Baranowski – L. Piłat)
3. "Śliska dzisiaj droga"  (T. Nalepa – B. Loebl)
4. "Blues dla Ryśka"  (L. Piłat)

### Strona B
1. "Coraz zimniejsze dni"  (T. Nalepa – B. Loebl)
2. "Bluesada"  (W. Baranowski – L. Rudnicki)
3. "When I'm Leaving Town"  (Peter Green)
4. "Nie żałuj mnie"  (T. Nalepa – B. Loebl)
5. "Ślusarz"  (L. Piłat)

## Informacje uzupełniające
- Reżyser nagrania – Bogusław Radziak
- Współpraca realizatorska – Wojciech Bartz, Zbigniew Malarski
- Zdjęcia i projekt graficzny okładki – Andrzej Tyszko